# 桑給巴爾足球協會
桑給巴爾足球協會是專門管轄桑給巴爾足球事務的組織。桑給巴爾足球協會成立於1926年，2005年，該組織試圖加入國際足協，但遭到拒絕而未能加入。此外，它還以準會員國的身份加入非洲足協，因此桑吉巴足球代表隊並不能參加非洲足協豁下的賽事，但其球會則不在此限制。2009年，桑給巴爾足球協會成為了東及中非洲足球協會議會的成員。2017年，桑給巴爾足球協會成為了非洲足協的正式成員。

## 資料來源
1. ↑  .   [2013-08-11]. （原始内容存档于2017-08-29）.